# Fredrik Ulrik Ridderstolpe
Fredrik Ulrik Ridderstolpe, född 14 januari 1801, död 6 mars 1848, var en svensk lagman och greve från 1816.
Han var innehavare av Fiholms och Vikhus fideikommissegendomar
Han var den siste lagmannen i Närkes och Värmlands lagsaga från 1837 intill sin död.